# Bactropus conifer
Bactropus conifer är en mångfotingart som beskrevs av Cook och Collins 1895. Bactropus conifer ingår i släktet Bactropus och familjen Cleidogonidae. Inga underarter finns listade i Catalogue of Life.